# Famiglia Mitidika
La famiglia di asteroidi Mitidika è un raggruppamento di asteroidi di tipo C nella fascia principale centrale.

## Prospetto
Segue un prospetto dei principali asteroidi appartenenti alla famiglia.
| Nome | Nome         | Diametro medio | Semiasse maggiore | Inclinazione orbitale | Eccentricità | Scoperta |
| ---- | ------------ | -------------- | ----------------- | --------------------- | ------------ | -------- |
| 99   | Dike         |                |                   |                       |              |          |
| 404  | Arsinoë      | 94,970 km      | 2.,593 UA         | 14,098°               | 0,201        | 1895     |
| 1013 | Tombecka     | 34,613 km      | 2,685 UA          | 11,893°               | 0,209        | 1924     |
| 1688 | Wilkens      | 16,239 km      | 2,618 UA          | 11,758°               | 0,241        | 1951     |
| 3872 | Akirafujii   | 12,538 km      | 2,659 UA          | 13,050°               | 0,206        | 1983     |
| 4168 | Millan       | 6,881 km       | 2,570 UA          | 12,303°               | 0,233        | 1979     |
| 4525 | Johnbauer    | 9,800 km       |                   |                       |              |          |
| 4618 | Shakhovskoj  | 9,909 km       |                   |                       |              |          |
| 5516 | Jawilliamson | 11,535 km      |                   |                       |              |          |
| 6306 | Nishimura    | 15,573 km      |                   |                       |              |          |
| 6474 | Choate       | 8,676 km       |                   |                       |              |          |